# Александровка Вторая (Ростовская область)
Алекса́ндровка Втора́я — село в Мясниковском районе Ростовской области.
Входит в состав Петровского сельского поселения.

## Население
| 2010 |
| ---- |
| 781  |

## Улицы
| - ул. Кольцевая, - ул. Комсомольская, - ул. Новая, | - ул. Садовая, - ул. Социалистическая, - ул. Центральная. |